# پریش ناچیتوکس (لوئیزیانا)
ناچیتوکس پریش (به انگلیسی: Natchitoches Parish) یک قصبه در ایالات متحده آمریکا است که در لوئیزیانا واقع شده‌است.

## خصوصیات
ناچیتوکس پریش ۳٬۳۶۴٫۴۱ کیلومترمربع مساحت دارد.